# Амалицкий, Владимир Прохорович
Влади́мир Про́хорович Амали́цкий (1860—1917) — геолог, палеонтолог — исследователь пермских позвоночных животных.

## Биография
Родился 1 (13) июля 1860 года в деревне Старики.
В 1883 году окончил Естественное отделение Физико-математического факультета Санкт-Петербургского университета. Магистр минералогии и геогнозии университета. Занимался геологическими исследованиями под руководством профессоров А. А. Иностранцева и В. В. Докучаева. С 1883 года работал консерватором (куратором) коллекций Геологического кабинета университета (ныне палеонтолого-стратиграфический музей СПбГУ).
В 1890 году — экстраординарный профессор Варшавского университета кафедры геологии и палеонтологии.
В 1892 году, после защиты диссертации на степень доктора — ординарный профессор по той же кафедре.

В 1898 году при исследовании пермских отложений по рекам Сухоне и Северной Двине, в песчаных линзах пермских отложений «Соколки» у деревни Новинки открыл богатейшее собрание звероподобных ящеров удивительной полноты и сохранности. Из недр земли были извлечены кости диковинных доисторических наземных позвоночных животных — и известных, и неизвестных науке того времени. В. П. Амалицкий на правах первооткрывателя дал им названия: котлассия, двиния, двинозаврия, иностранцевия (в честь своего учителя А. А. Иностранцева).
Результаты раскопок превзошли всякие ожидания и произвели сенсацию в научном мире, находки были названы «национальным сокровищем», а учёный В. П. Амалицкий получил мировую известность. Многочисленные остатки северодвинской фауны (скелеты, черепа и отдельные кости) образуют северодвинскую галерею Палеонтологического музея в Москве, представляя одну из богатейших и лучших коллекций мира по древним фаунам позвоночных.
В 1908—1917 годах — директор Варшавского политехнического института.
Скоропостижно скончался 15 (28) декабря 1917 года в городе Кисловодск.

## Семья
- жена — Амалицкая, Анна Петровна (1861 или 1868 — 1939) — геолог, хранитель палеонтологической коллекции В. П. Амалицкого[4][5].

## Интересные факты
Серьёзные проблемы возникли у В. П. Амалицкого осенью 1899 года, так как все окрестные крестьяне ожидали светопреставления 1 ноября этого года с приходом антихриста. Одновременно с раскопками в близлежащих деревнях начался падёж скота. Долгое время не могли сдвинуть большую глыбу песчаника, которая обрушилась под ударом мощного урагана, что было приписано «чарам антихриста». Ситуацию разрядило посещение раскопок епископом устюжским Гавриилом, благословившем работу Владимира Прохоровича при большом стечении народа.
За два года в Варшавский университет было привезено двадцать полных скелетов парейазавров, пять полных скелетов дицинодонтов, два полных скелета ропалодонтов и др.